# Плес малог пингвина
Плес малог пингвина (енгл. Happy feet) је аустралијско-амерички компјутерско анимирани филм из 2006. године, који је режирао и продуцирао Џорџ Милер. Филм је продуциран за Варнер Брос. Гласове позајмљују Елајџа Вуд, Робин Вилијамс, Британи Марфи, Хју Џекман, Никол Кидман, Хјуго Вивинг и Елизабет Дејли. Филм је пуштен у америчке биоскопе 17. новембра 2006. године.
Филм је добио позитивне критике и освојио је прву награду [[БАФТА за најбољи анимирани филм], а био је и четврти филм који је освојио Оскара за најбољи анимирани филм, а да није из студија Дизни или Пиксар. Такође је био номинован и за награду Сатурн за најбољи анимирани филм. Наставак, Плес малог пигвина 2, премијерно је приказан 18. новембра 2011. године.

## Радња
У свету царских пингвина, једноставна песма може значити разлику између живота проведеног у срећи и вечности у самоћи. Kада се пингвин по имену Мамбл рађа без способности да отпева романтичну песму којом ће привући своју животну сапутницу, он бива принуђен да се послужи елегантним покретима стопала да би „одстеповао” свој пут у до срца особе које воли.

## Улоге
- Елајџа Вуд као Мамбл
- Робин Вилијамс као наратор, Рамон, Клетус и Ловлас
- Британи Марфи као Глорија
- Хју Џекман као Мемфис
- Никол Кидман као Норма Џин
- Хјуго Вивинг као Ноје Елдер
- Дебели Џо као Сејмур
- Ентони ЛаПаглиа као Скуа Шеф
- Магда Сзубански као Госпођица Виола
- Миријам Марголис као Госпођа Астракхан
- Стив Ирвин као Трев
- Карлос Алазраки као Нестор
- Ломбардо Бојар као Раул
- Џефри Гарсија као Риналдо
- Џони Санчез као Ломбардо
- Роџер Роуз као Морски леопард
- Елизабет Дејли као беба Мамбл
- Алиса Шафер као беба Глорија
- Цезар Флорс као беба Сејмур